# 舍拉博利哈區
53°25′N 82°37′E / 53.417°N 82.617°E
舍拉博利哈區（俄语：Шелаболихинский район），是俄羅斯的一個區，位於該國南部，由阿爾泰邊疆區負責管轄，面積2,510平方公里，2010年人口13,678，人口密度每平方公里5.45人。